# حفرة المال (فلم)
حفرة المال (بالإنجليزية: The Money Pit)، فيلم أمريكي من بطولة النجم الأمريكي توم هانكس في دور والتر فيلدينغ Walter Fielding, Jr. والممثلة الأمريكية شيلي لونج، تدور أحداثه حول رجل شاب وزوجته يشتريان منزلاً بسعر جيد بعد أن يبيعا كل ممتلكاتهما إلا أنهما يكتشفان أن المنزل عبارة حطام ومن هنا اتت تسمية الفيلم " حفرة المال"، ويدخلان في صراعات بسبب ذلك المنزل إلا أنهما يستطيعان بنهاية الفيلم أن يصلحا المنزل ويصلحا حياتهما الشخصية كذلك.

## وصلات خارجية
- حفرة المال على موقع IMDb (الإنجليزية)
- حفرة المال على موقع ميتاكريتيك (الإنجليزية)
- حفرة المال على موقع روتن توميتوز (الإنجليزية)
- حفرة المال على موقع نتفليكس (الإنجليزية)
- حفرة المال على موقع قاعدة بيانات الأفلام العربية
- حفرة المال على موقع ألو سيني (الفرنسية)
- حفرة المال على موقع Turner Classic Movies (الإنجليزية)
- حفرة المال على موقع أول موفي (الإنجليزية)
- حفرة المال على موقع بوكس أوفيس موجو (الإنجليزية)
- حفرة المال على موقع فيلمافينيتي (الإسبانية)

1. ↑  مذكور في: معجم الأفلام العالمية. لغة العمل أو لغة الاسم: الألمانية. الناشر: Zweitausendeins.
2. 1 2  Australian Classification ID: money-pit-0.
3. ↑  وصلة مرجع: http://www.imdb.com/title/tt0091541/. الوصول: 18 مايو 2016.
4. 1 2 3 4 5  وصلة مرجع: http://www.allocine.fr/film/fichefilm_gen_cfilm=47211.html. الوصول: 18 مايو 2016.
5. 1 2 3  وصلة مرجع: http://www.interfilmes.com/filme_13096_Um.Dia.a.Casa.Cai-(The.Money.Pit).html. الوصول: 18 مايو 2016.
6. 1 2 3 4  وصلة مرجع: http://www.adorocinema.com/filmes/filme-47211/. الوصول: 18 مايو 2016.
7. 1 2 3 4  وصلة مرجع: http://www.imdb.com/title/tt0091541/fullcredits. الوصول: 18 مايو 2016.
8. 1 2 3 4 5 6 7 8  مذكور في: قاعدة بيانات الأفلام التشيكية السلوفاكية. لغة العمل أو لغة الاسم: التشيكية. تاريخ النشر: 2001.